# Episodi di Danni Lowinski (serie televisiva 2013) (seconda stagione)
La seconda stagione della serie televisiva Danni Lowinski è stata trasmessa in anteprima nei Paesi Bassi dalla SBS6 tra l'8 gennaio 2014 e il 9 aprile 2014.
| nº | Titolo originale  | Titolo italiano | Prima TV Paesi Bassi | Prima TV Italia |
| -- | ----------------- | --------------- | -------------------- | --------------- |
| 1  | De worstencase    | Inedito         | 8 gennaio 2014       | Inedito         |
| 2  | Terminus          | Inedito         | 15 gennaio 2014      | Inedito         |
| 3  | Het weeskind      | Inedito         | 22 gennaio 2014      | Inedito         |
| 4  | Miss Galaxy       | Inedito         | 29 gennaio 2014      | Inedito         |
| 5  | Coma              | Inedito         | 5 febbraio 2014      | Inedito         |
| 6  | Taboe             | Inedito         | 12 febbraio 2014     | Inedito         |
| 7  | Genkgate          | Inedito         | 19 febbraio 2014     | Inedito         |
| 8  | Alles moet weg    | Inedito         | 26 febbraio 2014     | Inedito         |
| 9  | Monster           | Inedito         | 12 marzo 2014        | Inedito         |
| 10 | Episodio 2x10     | Inedito         | 19 marzo 2014        | Inedito         |
| 11 | Het moederskindje | Inedito         | 26 marzo 2014        | Inedito         |
| 12 | De foute keuze    | Inedito         | 2 aprile 2014        | Inedito         |
| 13 | De laatste strijd | Inedito         | 9 aprile 2014        | Inedito         |